# Egipt na Letnich Igrzyskach Olimpijskich 1948
Egipt na Letnich Igrzyskach Olimpijskich 1948 reprezentowało 89 zawodników, tylko mężczyzn.

## Zdobyte medale
| Medal  | Zawodnik       | Dyscyplina sportowa  | Konkurencja                       |
| ------ | -------------- | -------------------- | --------------------------------- |
| Złoto  | Mahmud Fajjad  | Podnoszenie ciężarów | waga piórkowa                     |
| Złoto  | Ibrahim Szams  | Podnoszenie ciężarów | waga lekka                        |
| Srebro | Atijja Hammuda | Podnoszenie ciężarów | waga lekka                        |
| Srebro | Mahmud Hasan   | Zapasy               | waga kogucia w stylu klasycznym   |
| Brąz   | Ibrahim Urabi  | Zapasy               | waga półciężka w stylu klasycznym |